# Pefki (Eubée)
Pefki ou Pevki (en grec : Πευκί , le Pin ) est un village du nord de l'île d'Eubée, en Grèce, appartenant à la municipalité et au district municipal d'Artémísio.